# Corpo forestale provinciale della Provincia autonoma di Trento
Il Corpo forestale provinciale della Provincia autonoma di Trento - CFT è un corpo tecnico con funzioni di polizia, dipendente dall'Assessorato all’artigianato, commercio, turismo, foreste, caccia e pesca della Provincia autonoma di Trento

## Storia
Il Corpo è stato istituito con l'art. 67 della legge provinciale 3 aprile 1997, n. 7. Era inquadrato nel Servizio Foreste e fauna della Provincia autonoma.
Dal 1º gennaio 2021 il Servizio Foreste e fauna è stato smembrato in due distinti Servizi, rispettivamente il Servizio Foreste ed il Servizio Faunistico.

## Organizzazione
Al Servizio Foreste fanno capo tre uffici e tre settori funzionali in sede, oltre a 9 uffici distrettuali cui fanno capo 37 Stazioni forestali, mentre al Servizio Faunistico fanno capo l'Ufficio Faunistico ed il Settore Grandi Carnivori.

### Le stazioni
Questi i 9 uffici distrettuali, che comprendono 37 stazioni forestali:
| Ufficio distrettuale                                                                             | Stazioni forestali                                                                   |
| ------------------------------------------------------------------------------------------------ | ------------------------------------------------------------------------------------ |
| Borgo Valsugana                                                                                  | Borgo Valsugana, Pieve Tesino, Castel Ivano                                          |
| Cavalese                                                                                         | Cavalese, Castello-Molina di Fiemme, Cavalese, Pozza di Fassa, Predazzo              |
| Cles                                                                                             | Destra Anaunia, Predaia, Fondo, Rumo                                                 |
| Pergine Valsugana                                                                                | Baselga di Piné, Lavarone, Levico Terme, Pergine Valsugana                           |
| Primiero                                                                                         | Canal San Bovo e Caoria, Primiero - San Martino di Castrozza                         |
| Malè                                                                                             | Malè, Ossana, Dimaro Folgarida, P.N.S. Peio, P.N.S. Rabbi                            |
| Rovereto e Riva del Garda                                                                        | Ala, Folgaria e Lavarone, Mori, Rovereto, Vallarsa, Riva del Garda, Ledro            |
| Tione di Trento                                                                                  | Borgo Chiese, Pieve di Bono - Prezzo, Pinzolo, Ponte Arche, Spiazzo, Tione di Trento |
| Trento                                                                                           | Paganella, Cembra - Lisignago, Rotaliana-Königsberg, Trento, Vallelaghi              |
| Cavalese e Primiero (Ufficio Tecnico e gestionale – Agenzia provinciale delle foreste demaniali) | Paneveggio e Cadino, San Martino di Castrozza e Caoria                               |

## Personale
Lavorano per i due rispettivi Servizi 240 dipendenti di ruolo, di cui 174 appartenenti al Corpo forestale del Trentino e 138 operai assunti direttamente dal Servizio Foreste con contratto di diritto privato.

## Comandanti del Corpo Forestale
| Comandanti | Comandanti           | Mandato | Mandato |
| ---------- | -------------------- | ------- | ------- |
|            | Mauro Colaone 1946   | 2000    | 2005    |
|            | Romano Masè 1961     | 2005    | 2020    |
|            | Raffaele de Col 1964 | 2020    | - - -   |

## Il Santo Patrono
Il 12 luglio di ogni anno si celebra la giornata provinciale del Corpo forestale della Provincia autonoma di Trento (CFT), in occasione della ricorrenza del Santo Patrono dei Forestali, San Giovanni Gualberto.
La giornata del CFT è volta a consolidare tra il personale il senso di identità e lo spirito di appartenenza e costituisce momento di condivisione, anche attraverso il coinvolgimento di tutte le categorie di personale che operano nei servizi, e di presentazione alla comunità delle attività svolte dal CFT e dai servizi medesimi. In tale occasione sono assegnati i riconoscimenti al personale cessato dal servizio e a quello distintosi nel corso dell’anno precedente.